# Marco Frisina
Marco Frisina (ur. 16 grudnia 1954 w Rzymie) – włoski kompozytor i dyrygent, ksiądz katolicki, Prałat Honorowy Jego Świątobliwości.
Jest autorem wielu utworów z zakresu muzyki sakralnej, muzyki do filmów, głównie o tematyce religijnej, m.in. do biograficznego obrazu w koprodukcji Telewizji Polskiej, włoskiej RAI i amerykańskiej CBS Jan Paweł II oraz wielu oratoriów napisanych dla papieża Jana Pawła II.

## Życiorys
Po ukończeniu szkoły średniej studiował na wydziale filozoficznym rzymskiego uniwersytetu La Sapienza. Po zdobyciu dyplomu Konserwatorium Świętej Cecylii (wł. Conservatorio Santa Cecilia), wstąpił w roku 1978 do Wyższego Seminarium Duchownego diecezji rzymskiej. Po ukończeniu studiów filozoficzno-teologicznych na Papieskim Uniwersytecie Gregoriańskim i zdobyciu licencjatu z Pisma Świętego na Papieskim Instytucie Biblijnym przyjął święcenia kapłańskie 24 kwietnia 1982 roku.
Był kierownikiem duchowym w Papieskim Wyższym Seminarium Duchowym, rektorem Kościoła Santa Maria in Montesanto. Od 1984 roku kieruje założonym przez siebie mieszanym Chórem Diecezji Rzymskiej. Od lat jest odpowiedzialny za warstwę muzyczną katolickich uroczystości religijnych w Rzymie i w Watykanie. Jego muzyka była również wykonywana przez uczestników Światowych Dni Młodzieży.
Od 1991 roku jest dyrektorem Urzędu Liturgicznego Wikariatu Rzymskiego oraz mistrzem i dyrektorem Laterańskiej Scholi Papieskiej. W tym samym roku rozpoczął współpracę z twórcami międzynarodowego projektu RAI „Biblia” (seria filmów fabularnych na podstawie Biblii) jako konsultant i kompozytor. Współpracując z telewizjami RAI i Mediaset napisał muzykę do takich filmów jak: Le storie della Bibbia, Michele Strogoff, Papa Giovanni, Edda, Callas e Onassis, Papa Luciani. Il sorriso di Dio, Pompei, Chiara e Francesco, Puccini czy Paolo VI.
Do najbardziej znanych jego kompozycji należą utwory (pisane na ogół do tekstów w języku włoskim, angielskim lub łacińskim), takie jak Anima Christi, Jubilate Deo, Cristo é la nostra Pasqa, Shema, Jesus Christ, you are my life, wykonywane w czasie liturgii watykańskich.

## Twórczość
Ks. Frisina skomponował muzykę do szeregu włoskich filmów i seriali telewizyjnych o tematyce historycznej i religijnej. Wydano też kilkadziesiąt płyt z napisanymi przez niego kompozycjami. Autor dyrygował chórami i orkiestrami, które je wykonywały.

### Filmografia

#### Lata 90. XX wieku
- 1994 Abraham, reż. Joseph Sargent
- 1995 Jakub, reż. Peter Hall
- 1995 Józef, reż. Roger Young
- 1996 Mojżesz, reż. Roger Young
- 1997 Samson i Dalila, reż. Nicolas Roeg
- 1998 Fatima – historia objawień, reż. Fabrizio Costa
- 1998 Tristan i Izolda, reż. Fabrizio Costa
- 1999 Michał Strogow – kurier carski, reż. Fabrizio Costa
- 1999 Christus, reż. Giulio Cesare Antamoro
- 1999 Józef z Nazaretu, reż. Raffaele Mertes

#### XXI wiek
- 2000 Maria Magdalena, reż. Raffaele Mertes
- 2000 Un dono semplice, reż. Maurizio Zaccaro
- 2000 Judasz z Kariothu, reż. Raffaele Mertes
- 2001 Przyjaciele Jezusa: Tomasz, reż. Raffaele Mertes
- 2002 Historia świętego Antoniego, reż. Umberto Marino
- 2002 Ojciec Giovanni – Jan XXIII, reż. Giorgio Capitani
- 2002 Dziecko z Betlejem, reż. Umberto Marino
- 2002 Biblia. Apokalipsa świętego Jana, reż. Raffaele Mertes
- 2004 Święty Jan Bosco, reż. Lodovico Gasparini
- 2004 Historia świętej Rity, reż. Giorgio Capitani
- 2005 Edda, reż. Giorgio Capitani
- 2005 Święty Piotr, reż. Giulio Base
- 2005 Callas i Onassis, reż. Giorgio Capitani
- 2005 Jan Paweł II, reż. John Kent Harrison
- 2006 Giovanni Paolo II – Amico di tutta l’umanità, reż. José Lopez Guardia
- 2006 Papa Luciani. Il sorriso di Dio, reż. Giorgio Capitani
- 2007 Pompei, reż. Giulio Base
- 2007 Chiara e Francesco, reż. Fabrizio Costa
- 2008 Paolo VI, reż. Fabrizio Costa
- 2009 Puccini, reż. Giorgio Capitani
- 2010 Święty Filip Neri, reż. Giacomo Campiotti

### Dyskografia
- 1984 Maria. Oratorio per soli, doppi e orchestra
- 1986 Benedici il Signore
- 1987 Non temere
- 1988 Signore è il Suo nome
- 1989 Tu sarai profeta
- 1989 Il cantico della misericordia (oratorium)
- 1991 Chi ci separerà dall’amore di Cristo?
- 1991 Giovanni, il profeta (oratorio sacro)
- 1992 San Francesco. Il tesoro e la sposa (oratorium)
- 1993 San Massimiliano Kolbe. Chiamati a dare la vita (oratorium)
- 1995 Tu sei bellezza
- 1995 Elia. La parola del fuoco (oratorium)
- 1995 San Filippo Neri. Paradiso, paradiso... (oratorium)
- 1996 Santa Caterina. Le nozze mistiche (oratorium)
- 1997 Cristo nostra salvezza
- 1997 Rublev. Signore di ogni bellezza (oratorium)
- 1998 Laudate Dominum
- 1998 Non di solo pane
- 1998 Natale a Roma (wraz z P. Moloneyem)
- 1999 San Pietro. Pescatore di uomini (oratorium)
- 1999 Un Natale di fine millennio
- 2000 Pane di vita nuova
- 2000 Jesus is my life
- 2001 Joy to the world
- 2001 Bruno Marchesini. Maestro, dove abiti? (oratorium)
- 2002 Papa Giovanni XXIII. Con la fiducia nel cuore (oratorium)
- 2003 Vergine madre
- 2003 Alba romana. Un omaggio a Roma
- 2003 Confido in Te (oratorio sacro su santa Faustina Kowalska)
- 2004 Cristo è nostra Pasqua
- 2004 Trittico romano (oratorio sacro)
- 2005 Stillate cieli dall’alto
- 2005 Verso la gioia
- 2005 Emmaus. Mane nobiscum domine (oratorium)
- 2005 Santa Margherita da Cortona. La terza luce (oratorium)
- 2005 Jesus Christ you are my life (wydanie z okazji wizyty papieża w Niemczech)
- 2006 Charitatis Hostia – Vittima d’Amore (oratorium o św. o. Pio i św. Franciszku z Asyżu)
- 2006 Una luce nella notte
- 2007 O Luce Radiosa
- 2008 Apostolo delle genti (oratorium o św. Pawle Apostole)
- 2008 Beato Angelico. Al Signore della bellezza (oratorium)
- 2009 Il Cantico dei Cantici (oratorium)
- 2009 O Croce nostra speranza
- 2011 Aprite le porte a Cristo (hymn na cześć Jana Pawła II)[4]

## Nagrody i wyróżnienia
Większość przyznanych kompozytorowi nagród, to nagrody włoskiego świata muzycznego:
- 1994 dwie nominacje do CableACE Award za muzykę do filmów Abraham i Jakub
- 1995 nagroda CableACE Award za muzykę do filmu Józef
- 1998 nagroda „Premio Colonna sonora 1998” za muzykę do filmów z serii biblijnej
- 2002 nagroda „Premio Colonna sonora 2002” za muzyję do filmu „Biblia. Apokalipsa świętego Jana”
- 2005 nagroda międzynarodowa „Premio internazionale per la cultura Giuseppe Verdi” razem z Claudio Abbado
- 2006 włoska nagroda „Premio nazionale Fabriano – Artisti dello Spettacolo”
- 2006 włoska nagroda „Premio Giulia Ammannati – Grandi Maestri del Cinema”
- 2008 nagroda międzynarodowa „Premio internazionale Santa Caterina – Città di Siena”
- 2008 nagroda międzynarodowa „Premio internazionale Città di Ostia”
- 2008 dyplom i złoty medal włoskiego Towarzystwa „Dante Alighieri” za projekt i muzykę do opery „La Divina Commedia”
- 2008 nagroda „Premio Dante Alighieri” Papieskiego Uniwersytetu Urbaniana za operę „La Divina Commedia”